# ソロルド
ソロルド（英: Thorold）は、カナダのオンタリオ州ナイアガラ地域の都市。州南西部に位置し、ナイアガラ地域の行政府が置かれている。人口17.9千人の都市（2011年統計）。ウェランド運河が街の中心を流れており、オンタリオ湖からナイアガラ断層を超える7番目の閘門がある。

## 歴史
初期の頃から入植が見られたが、これらの入植地は1829年に最初のウェランド運河が開通したことによって、新しくできた運河の村々にとって代われる。そのひとつがソロルドであり、ナイアガラ断層の縁に位置する。1850年に村として組織され、1870年に町へと昇格した。1970年にナイアガラ地域が組織されたことで、周辺の町を合併し規模を拡大させた。そして1975年に市制となる。一般に同地域ではソロルドよりも隣町でより大きな都市セント・キャサリンズが知られている。
1812年に起きた米英戦争のさなか、1813年6月25日、ビーバー・ダムズの戦いで米軍がイギリス軍と先住民の連合軍によって敗北を喫した場所でもある。

## 観光
- ロック７（Lock 7 Viewing Complex） - ウェランド運河の7番目の閘門には同運河のシステムを知るための娯楽複合施設がある。「"Kissing Rock"」で知られる石があり、石の前で「人生の幸福と繁栄」を願ってキスをする言い伝えがある。
- キーファー・マンション（Keefer Mansion ） - 旧キーファー家（Keefer family）の大邸宅で「メープルハースト」（Maplehurst）とも呼ばれるソロルドのランドマーク的存在。現在は改装され、小さな宿泊施設になっている。
- このほか数多くの歴史的建造物や施設が街中に点在する。

## 交通
- ウェランド運河 - セントローレンス水路の重要な航路にあたる運河。
- ソロルド・トンネル（Thorold Tunnel） - HWY58号線（Highway 58）からウェランド運河の地下を走るトンネルで、長さ840mある。1965年から1967年にかけて建設され、現在では毎日2万4,300台程度の交通量がある。